# وانغ جيان
وانغ جيان (بالصينية: Wang Jian) هو مسير أعمال وشخصية أعمال صيني، ولد في 15 ديسمبر 1961 في الصين، وتوفي في 3 يوليو 2018 في Bonnieux ‏ في فرنسا.